# IK Hellas Stockholm
L’IK Hellas Stockholm est un club de handball qui se situe à Stockholm en Suède. 

## Palmarès
- Championnat de Suède  (7) : 1935-36, 1936-37, 1968-69, 1969-70, 1970-71, 1971-72, 1976-77.